# Антонело да Месина
Антонело да Месина е сицилиански художник, творил по времето на Италианския ренесанс.
Според Джорджо Вазари той внася „тайната“ на маслената живопис и фламандските пиктографски техники във венецианското изкуство на 15 век. Въпреки че това вероятно е невярно, мнозина венециански художници заимстват директно от него, а Джовани Белини и Пиеро дела Франческа се възхищават на стила на неговите фигури. Да Месина изгражда формата повече с цвят, отколкото с линия и оказва много голямо влияние на по-късното развитие на венецианската живопис.

## Ранни творби
Антонело да Месина е роден в Месина около 1429 – 1431 г., в дома на Джовани де Антонио Мазонус и неговата жена Маргарита. Малко е известно за ранния живот на Антонело. Предполага се, че е чиракувал в своя роден град и в Палермо, но се знае, че около 1450 г. учи в Неапол като ученик на Николо Колантонио. Неапол по това време е космополитен център на изкуствата, където той изучава произведенията на провансалски и фламандски майстори, особено тези на Ян ван Ейк. Най-ранните му известни творби – Разпятие (1455) и Учението на св. Йероним (1460) показват характерна смесица от фламандска техника и реализъм с типично италианско моделиране на формите и яснота на пространствената подредба.

## Зрял период в Месина
През 1457 г. Антонело се завръща в Месина, където работи до 1474 г. Водещите му творби от този период – Полиптихът от 1437 г. и Благовещение (1474), са относително консервативни олтарни изображения, поръчани от църквата, но Салватор Мунди (Спасителят) от 1465 г., замислен за частни молитви, е смело и просто изпълнен, показващ завършено разбиране за човешката форма и изобразяване на индивидуалност. Само крачка има от Салватор Мунди до проницателното обрисуване на човешката психология в Портрет на мъж (ок. 1475) и Портрет на кондотиер (1475) – втората отличаваща се с живост и реализъм на израза. Тези две творби създават репутация на Антонело в Северна Италия.

## Късен период
От 1475 до 1476 г. Антонело е във Венеция и вероятно в Милано. Кратко време след пристигането му във Венеция неговата работа привлича голям интерес, той е поддържан от венецианското правителство, а местните художници с ентусиазъм приемат неговата маслена техника и композиционен стил. Сред известните му творби от този период са Разпятие (1475) и олтарът на Сан Касиано (1475 – 76), от които са оцелели само два фрагмента. В Св. Себастиан (1476), неговата най-зряла творба, Антонело постига синтез между ясно определено пространство, монументална форма и светли цветове. Тя дава най-силен тласък на венецианската живопис до времето на Джорджоне. През 1476 г. Антонело отива отново в Месина, където завършва последното си произведение – Мадона Анунциата. Умира три години по-късно в родния си град.
- Мария Анунциата. 1473. Стара пинакотека. Мюнхен
- Разпятие. 1475 г. Лондонска Национална галерия. Лондон
- Мария Анунциата. Ок.1476 г. Национален музей. Палермо
- Свети Себастиан
Галерия на старите майстори, Дрезден
- Разпятие с Мария и Йоан. 1475. Кралски музеи за изящни изкуства. Антверпен
- Христос на кръста. 1475 – 1479. Лувър, Париж

## Портретна кавалетна живопис
Антонело да Месина създава ред произведения, явяващи се образец на тричетвърти догръден портрет, който за десетилетия определя основния път на развитие на венецианския портрет (в добавка, той покорява венецианците, научавайки ги да рисуват с маслени бои).
Той е в строгия смисъл на думата първият италиански майстор на кавалетния портрет. Той никога не е изписвал фрески със скрити портрети и дарители в олтарни картини. Съхранени са около 10 достоверни негови портрети, но в развитието на кавалетната портретна живопис от Ранния Ренесанс той заема важно място.
Всички съхранили се негови творби се отнасят към неговия зрял период (Сицилия и Венеция, 1465 – 1476 г.). Той използва една изработена формула за портретна композиция, без да я изменя в бъдеще; без да изменя и идеала, с който се съпоставя живият модел. Той се опира на отдавна наложилата се традиция на нидерландския портрет, която той пряко прилага към италианското разбиране за образа на човека. Появата на кавалетния портрет в неговото творчество е пряко свързано с неговото горещо увлечение по нидерландската живопис. Раждането на портретния жанр в неговото творчество пряко съвпада с периода на активното приобщаване към формите и идеалите на Ренесанса. Антонело да Месина се ориентира към най-напредничавото направление от този период – творчеството на Ян ван Ейк, заимствайки в него композиция, техника и колорит.
- „Мъжки портрет“
Чефалу, Италия 1465 г.
- „Мъжки портрет“
Боргезе
- „Портрет на млад мъж“
Берлинска картинна галерия
- Портрет на възрастен мъж
 1476 г. Торино